# Head Above Water Tour
Head Above Water Tour là chuyến lưu diễn thứ sáu của nghệ sĩ thu âm người Canada Avril Lavigne. Chuyến lưu diễn quảng bá album phòng thu thứ sáu của cô, Head Above Water (2019). Chuyến lưu diễn bao gồm mười hai buổi diễn và bắt đầu vào ngày 14 tháng 9 năm 2019, tại Seattle. Đây cũng là chuyến lưu diễn đầu tiên của cô sau 5 năm The Avril Lavigne Tour.

## Bối cảnh
Chuyến lưu diễn được Lavigne công bố trên phương tiện truyền thông xã hội của cô vào ngày 24 tháng 6 năm 2019. Cô cũng thông báo rằng một phần tiền thu được từ mỗi vé được bán trong chuyến lưu diễn sẽ được quyên góp cho Quỹ Avril Lavigne để nâng cao nhận thức và chữa bệnh cho những người có nhu cầu. Do nhu cầu cao, các buổi hòa nhạc thêm đã được thêm vào ở Luân Đôn, Milano và Tokyo. Buổi hòa nhạc tại Viên đã được chuyển đến Wiener Stadthalle, do nhu cầu cao trong nước. Các chương trình tại Ý và Thụy Sĩ cũng có địa điểm được nâng cấp do nhu cầu. Vé cho các buổi biểu diễn ở Berlin và Cologne đã được bán hết trước ba tháng. Những buổi diễn tiếp theo vào năm 2020 đã bị hủy bỏ hoặc hoãn lại do đại dịch COVID-19 trên toàn thế giới. Hiện tại Lavigne đã huỷ toàn bộ chuyến lưu diễn tại châu Âu và châu Á.

## Danh sách trình diễn
Danh sách này được thiết lập dựa trên show diễn ngày 14 tháng 9 năm 2019 tại nhà hát Paramount ở Seattle.
1. "Head Above Water"
2. "My Happy Ending"
3. "Here's to Never Growing Up"
4. "What the Hell"
5. "Complicated"
6. "It Was in Me"
7. "Keep Holding On"
8. "Don't Tell Me"
9. "When You're Gone"
10. "Hello Kitty" (instrumental interlude)
11. "Girlfriend"
12. "Dumb Blonde"
13. "He Wasn't"
14. "Sk8er Boi"

Kết thúc
1. "I Fell in Love with the Devil"
2. "I'm with You (bài hát)"